# Altynemel
Altynemel är en ort i Kazakstan.   Den ligger i oblystet Almaty, i den sydöstra delen av landet, 900 km sydost om huvudstaden Astana. Altynemel ligger 1 243 meter över havet och antalet invånare är 1 040.
Terrängen runt Altynemel är platt åt nordväst, men åt sydost är den kuperad. Runt Altynemel är det mycket glesbefolkat, med 5 invånare per kvadratkilometer. Det finns inga andra samhällen i närheten. Trakten runt Altynemel består i huvudsak av gräsmarker.